# Relajación (Inquisición)

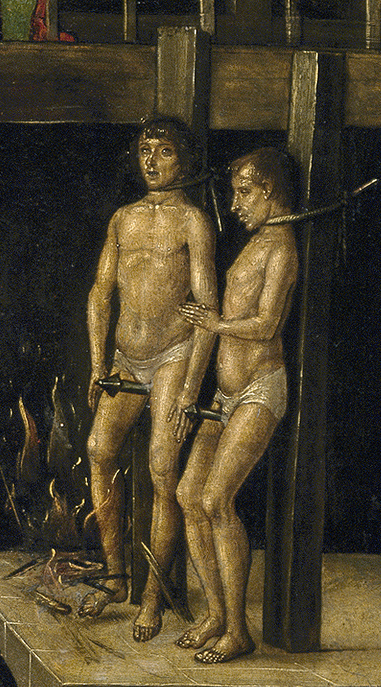
Detalle del cuadro Auto de Fe presidido por Santo Domingo de Guzmán de Pedro Berruguete (c. 1500) en el que se ve a dos condenados por la Inquisición española siendo ejecutados a garrote vil y quemados por herejes.

La relajación era la entrega a la autoridad real de los condenados a muerte por la Inquisición española. La Inquisición era un tribunal eclesiástico, por lo que no podía ejecutar la sentencia de muerte que ella misma había dictado. De ahí que "relajara" a los reos al brazo secular, que era el encargado de la ejecución, conduciéndolos al lugar donde iban a ser quemados —estrangulados previamente mediante garrote vil si eran penitentes y quemados vivos si eran impenitentes, es decir, si no habían reconocido su herejía o no se habían arrepentido—. La relajación se producía durante el auto de fe.

## Historia
La herejía era equiparada al crimen de lesa majestad, en este caso cometido contra Dios, por lo que, al igual que el crimen de lesa majestad contra el rey, este también estaba penado con la muerte. Durante el auto de fe, la Inquisición entregaba al condenado a la justicia real para que ejecutara la sentencia y la aplicara quemando a los reos en la hoguera, vivos si eran impenitentes y muertos, previamente estrangulados mediante el garrote vil, si eran penitentes —es decir, los relapsos que habían reconocido su culpa y mostrado arrepentimiento—.
En el siguiente relato del auto de fe celebrado en Madrid en 1680 se describe cómo eran conducidos al auto de fe los que iban a ser relajados y cómo se efectuaba su entrega al brazo secular y la ejecución:

Seguidamente, venían veinte delincuentes más, de ambos sexos, que habían reincidido tres veces en sus anteriores errores y que eran condenados a las llamas. Los que habían dado muestras de arrepentimiento, serían estrangulados antes de ser quemados; los restantes, por haber persistido obstinadamente en sus errores, iban a ser quemados vivos. Estos llevaban sambenitos de tela, en los que había pintados demonios y llamas, así como en sus caperuzas. Cinco o seis de ellos, que eran más obstinados que el resto, iban amordazados para impedir que profirieran frases de doctrinas blasfemas. Los condenados a morir iban rodeados, además de los dos familiares, de cuatro o cinco frailes, que los preparaban para la muerte conforme iban andando.

Hacia las doce comenzaron a leer la sentencia a los delincuentes condenados. Primero se leyó la de los que murieron en prisión o estaban proscritos. Sus figuras de cartón fueron subidas a una pequeña tribuna y metidas en pequeñas jaulas hechas con ese propósito. Luego prosiguieron leyendo la sentencia a cada delincuente, quienes, seguidamente, eran metidos uno a uno en dichas jaulas para que todos los conocieran. La ceremonia duró hasta las nueve de la noche y, cuando hubo acabado la celebración de la misa, el Rey se retiró y los delincuentes que habían sido condenados a ser quemados fueron entregados al brazo secular, y, siendo montados sobre asnos, fueron sacados por la puerta llamada Foncaral, y cerca de este lugar a medianoche fueron todos ejecutados.

Tras la lectura de las sentencias durante el auto de fe, los alguaciles de los tribunales seculares conducían a los condenados al lugar donde se encontraban los garrotes viles y las hogueras. Mucha gente los acompañaba, tal como sucedió en Córdoba en 1625:

Era tanta la gente que había acudido a presenciar este triste espectáculo, a pie, en carruaje, a caballo, que apenas se podía circular por la ancha plaza, y eran más de las dos de la mañana.

Primero se ejecutaba a los penitentes con el garrote vil. Así describe la escena José del Olmo en su relato sobre el auto de fe de Madrid de 1680:

[Se había dispuesto] en el lugar del suplicio una veintena de postes con anillas para sujetar y pasar al garrote a los condenados, y después darles fuego, como es habitual, pero evitando el horror y la violencia que encontramos en este tipo de ejecuciones.

Después se arrojaban los cuerpos de los ejecutados a la hoguera y los restos y las efigies de los condenados que habían muerto -y las efigies de los que habían huido-. Mientras tanto los sacerdotes hacían un último intento con los impenitentes para que abjuraran y se libraran de ser quemados vivos, y a veces lo conseguían. Este es el relato de un inquisidor sobre uno de estos arrepentimientos de última hora ocurrido tras el auto de fe celebrado en Logroño el 24 de agosto de 1719 en el momento en que el condenado —un judeoconverso— fue atado al poste de ejecución y después de haberle pasado por la cara una antorcha encendida como advertencia de lo que le esperaba:

[Los religiosos] apretaron con mayor ansia y celo al dicho reo para que se convirtiese; y estando en serenidad pacífica, dijo: «Yo me convertiré a la fe de Jesucristo», palabras que hasta entonces no se le había oído pronunciar; lo que alegró sumamente a todos los religiosos; y empezaron a abrazarle con amorosos tiernos afectos, y dieron infinitas gracias a Dios por haberles abierto puerta para su conversión.

A continuación el inquisidor describe la ejecución a garrote vil del condenado y la quema posterior del cadáver:

Y deseoso de que no se malograse aquella alma que había dado tantas señales de su conversión, disimuladamente di vuelta por detrás del palo donde estaba el ejecutor, y le di orden para que luego inmediatamente le pusiese la argolla y diese garrote, porque importa mucho no perder tiempo; lo cual con gran presteza lo dispuso.

Y habiendo reconocido que estaba muerto, se ordenó al dicho ejecutor para que por las cuatro partes del brasero prendiese fuego a toda la leña y carbón que había en él prevenido; e inmediatamente lo ejecutó así, empezando a arder por todas partes y a subir la velocidad de la llama por todo el tablado, y a arder las tablas y vestidos; y habiéndose quemado las ligaduras con que estaba atado cayó por el escotillón, que estaba abierto, al brasero, donde se quemó todo el cuerpo y se convirtió en cenizas.

Los que se negaban a arrepentirse, despertaban cierta admiración entre la gente que contemplaba la ejecución porque preferían morir antes que renunciar a su fe. Este sentimiento intentaba ser contrarrestado por los miembros de la Inquisición equiparando este acto con el suicidio, un pecado contra Dios, y pronunciando sentencias como esta: "No es la muerte la que hace al mártir, sino la causa por la que se muere".
Según la mentalidad de la época costaba mucho entender y aceptar que alguien se negara a reconocer a la verdadera fe, por lo que solo podía deberse a una perturbación mental, a la falta de inteligencia o a una perversión. Esto es lo que afirma José del Olmo, familiar de la Inquisición, exaltando de paso la labor del Santo Oficio:

Cuando vemos los medios que utiliza el Santo Oficio para sacar de su error a los herejes, y las pruebas que da para convencerles, sacadas de los escritos de los hombres llenos de bondad, de virtud y de ciencia, sólo una obstinación voluntaria explica que alguien se niegue a abrazar la religión cristiana.

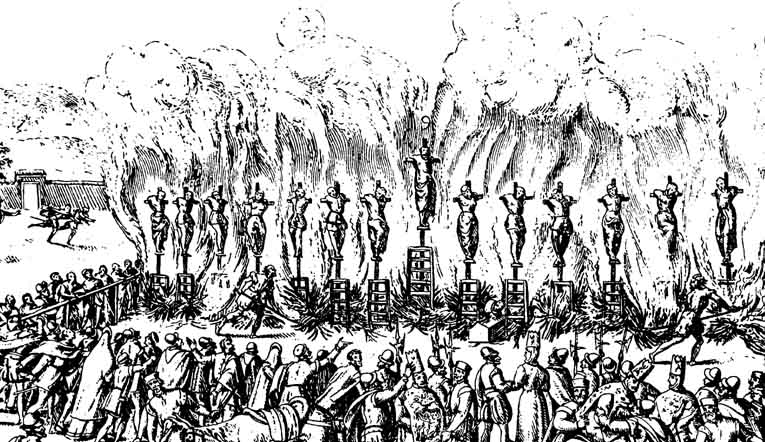
Grabado que representa la quema de los condenados en el auto de fe de Valladolid del 29 de mayo de 1559.

Según una tradición castellana, los laicos que transportaban la leña de la hoguera donde iban a ser quemados los herejes, gozaban de indulgencias especiales. Algunos decían que esto se remontaba a los tiempos del rey Fernando III el Santo, quien "deseaba tanto conservar la fe pura, intacta y sin contaminación que no se contentaba con hacer castigar a los herejes; cuando llegaba la hora de quemarlos, quería llevar él mismo leña para el sacrificio". Por eso en el auto de fe de Madrid de 1680, según relata José del Olmo,

en el momento en que comenzaba la ceremonia en la plaza, el comandante de los soldados de la fe presentó al rey [Carlos II] un haz de leña; el rey se lo mostró a la reina y luego se lo devolvió al comandante rogándole que lo llevara a la hoguera en su nombre, en recuerdo del rey san Fernando.

Los verdugos esperaban a que los cuerpos quedaran reducidos completamente a cenizas, por lo que las hogueras permanecían encendidas toda la noche. Durante ese tiempo la Cruz Blanca, que había presidido la ejecución y el desfile que había conducido a los condenados desde la sede de la Inquisición hasta el lugar donde se celebraba el auto de fe, era llevada en procesión para ser colocada junto a la Cruz Verde, enseña del Santo Oficio.

### La última relajación
Según Emilio La Parra y María Ángeles Casado, la última persona relajada por la Inquisición española fue María de los Dolores López, una mujer de baja condición social, acusada de fingir revelaciones divinas y de mantener relaciones sexuales con sus sucesivos confesores. Fue condenada a muerte porque no reconoció sus errores. El auto de fe se celebró en Sevilla en 1781 y en él compareció vestida con un sambenito y una coroza pintados con llamas y diablos. Terminado el auto, fue relajada al brazo secular para ser ejecutada. Se le aplicó el garrote vil y después el cadáver fue quemado en la hoguera.
Se suele afirmar que el último condenado a muerte por la Inquisición fue el maestro valenciano Cayetano Ripoll, ahorcado en 1826 y quemado después por hereje, pero en aquel momento la Inquisición no existía porque el rey Fernando VII no la había restablecido tras su abolición por los liberales durante el Trienio (1820-1823).

### El número de relajados
Según Henry Kamen, hubo un "número proporcionalmente pequeño de ejecuciones", lo que "constituye un argumento eficaz contra la leyenda de un tribunal sediento de sangre. Nada, ciertamente, puede borrar el horror de los primeros y terribles años. Ni pueden minimizarse ciertas explosiones ocasionales de salvajismo, como las padecidas por los chuetas a finales del siglo XVII. Pero está claro que la Inquisición, durante la mayor parte de su existencia, estuvo lejos de ser una máquina de la muerte, tanto por sus propósitos como por lo que realmente podía llevar a cabo". Pasado el primer periodo, el número de relajados se redujo drásticamente, como lo muestran los datos de los tribunales de Valencia y de Santiago. En Valencia entre 1566-1609 solo el 2% de los acusados fueron quemados en persona y el 2,1% en efigie; en Santiago, entre 1560 y 1700, el 0,7% en persona y el 1,9% en efigie. Se estima que el número total de ejecuciones en persona en el conjunto de los tribunales no superó el 2% entre 1540 y 1700. En el siglo XVIII las relajaciones disminuyeron aún más y así, durante los veintinueve años de los reinados de Carlos III y Carlos IV solo cuatro personas murieron en la hoguera.